# Pterothominx
Pterothominx é um género de nematóides pertencente à família Capillariidae.
As espécies deste género podem ser encontradas na América do Norte.
Espécies:
- Pterothominx hirudinis (Rudolphi, 1819)
- Pterothominx meleagrisgallopavo (Barile, 1912)
- Pterothominx neopulchra (Babos, 1954)
- Pterothominx pulchra (Freitas, 1934)
- Pterothominx sadovskoi (Morozov, 1956)
- Pterothominx totani (Linstow, 1875)